# Sosto
Le Sosto est un sommet du massif des Alpes lépontines culminant à 2 221 mètres d'altitude, situé au fond de la vallée du Blenio dans le canton du Tessin en Suisse. La face sud de la montagne surplombe le village d'Olivone tandis que la face nord  est visible depuis Campo Blenio.

## Ascension
Il existe trois itinéraires possibles pour accéder à la voie Nord-Est menant au sommet du Sosto depuis Olivone :
- le premier est un sentier marqué qui débute au pied de la montagne, à Marzano (fraction de la commune d'Olivone). Il mène à travers les bois jusqu'au plateau de Compietto. Cet itinéraire est orienté sud-est par rapport à la pointe de la montagne ;
- le second débute à l'office de tourisme d'Olivone, longe le flanc de la montagne Töira, par « la vieille route du Sosto » (la vecchia strada del Sosto). Suivant le cours de la rivière Brenno, un sentier marqué mène jusqu'au barrage de Luzzone, en passant par Ghirone. Une fois le barrage traversé, il faut suivre la route qui mène jusqu'au plateau de Compietto en passant par le tunnel ;
- le troisième itinéraire se fait en voiture par la route menant d'Olivone à Ghirone, montant ensuite en lacets jusqu'au barrage de Luzzone, qu'il faut traverser par le tunnel pour rejoindre la petite route qui permet d’accéder à Compietto.

Il n'existe officiellement qu'une seule voie d'ascension pour accéder au sommet du Sosto. Celle-ci débute vers le sud, au bord de la route de terre bordant la face Nord-Est de la montagne qui mène au plateau de Compietto, au niveau de la fontaine. Le sentier est très direct et est donc très raide (environ 620 m de dénivelé). Il n'est pas marqué mais facilement identifiable car tracé par les randonneurs. La première partie de l'ascension se fait sur le flanc septentrional du Piccolo Sosto pour atteindre quasiment son sommet. On effectue ensuite la traversée d'un petit col entre les deux sommets menant sur le flanc Nord-Est du Sosto, le col est situé à une cinquantaine de mètres du sommet. La dernière partie de l'ascension se fait sur ce flanc et mène jusqu'au sommet à travers une zone escarpée de plaques rocheuses très friables sur laquelle il est nécessaire d'évoluer avec prudence. D'autant plus que dans cette dernière partie, le chemin n'est pas ou peu tracé. Le sommet consiste en une arête au bout de laquelle est plantée une croix de fer. La descente s'effectue par cette même voie.
L'ascension du Sosto demande de manière générale une grande prudence et une certaine technicité en raison du caractère très friable de la roche. Il est notamment fortement déconseillé de tenter l'ascension par temps de pluie ou lorsque le terrain est encore mouillé. Le sommet notamment, est sujet à des éboulis fréquents. En hiver les flancs escarpés du Sosto provoquent de nombreuses avalanches.

## Représentations

Armoiries d'Olivone

Le Sosto est représenté en rouge sur les armoiries d'Olivone.
Le Sosto a été peint par divers artistes, notamment par Ludwig Hess (de) (environ 1785) et Hans Conrad Escher von der Linth en 1812.